# Рівняння Нернста
Рівня́ння Не́рнста — рівняння, що описує залежність рівноважного потенціалу електрода від термодинамічної активності (концентрації) потенціал-визначальних компонентів розчину електроліту.
Німецький хімік Вальтер Нернст при вивченні поведінки електролітів в умовах пропускання електричного струму відкрив (1888) закон, який встановлює залежність між електрорушійною силою (різницею потенціалів) та іонною концентрацією. Рівняння Нернста дозволяє передбачити максимальний робочий потенціал, який може бути отриманий в результаті електрохімічної взаємодії, коли відомі тиск і температура. Таким чином, цей закон пов'язує термодинаміку з електрохімічною теорією в області задач, що стосуються значно розбавлених розчинів. Записується у вигляді рівняння:
{\displaystyle E=E^{0}+{\frac {RT}{nF}}\ln {\frac {a_{\rm {Ox}}}{a_{\rm {Red}}}}},
де {\displaystyle \ E} — електродний потенціал, {\displaystyle E^{0}} — стандартний електродний потенціал, що вимірюється у вольтах;
{\displaystyle \ R} — універсальна газова стала, що дорівнює 8,314 Дж/(моль·K);
{\displaystyle \ T} — абсолютна температура;
{\displaystyle \ F} — число Фарадея, що дорівнює 96485,3365 Кл·моль−1;
{\displaystyle \ n} — кількість електронів, які беруть участь в електрохімічному процесі;
{\displaystyle \ {a_{\rm {Ox}}}} та {\displaystyle \ {a_{\rm {Red}}}} — активності відповідно окиснювальної та відновлювальної форм редокс-системи.
Якщо у формулу Нернста підставити числові значення констант {\displaystyle R} та {\displaystyle F} і перейти від натуральних логарифмів до десяткових, то при {\displaystyle T=298\,{\rm {K}}} отримаємо
{\displaystyle E=E^{0}+{\frac {0{,}059}{n}}\lg {\frac {a_{\rm {Ox}}}{a_{\rm {Red}}}}}